# Сем Гредді
Сем Гредді (англ. Sam Graddy; нар. 10 лютого 1964) — американський легкоатлет, що спеціалізується на спринті, олімпійський чемпіон 1984 року, срібний призер Олімпійських ігор 1984 року.

## Кар'єра
| Рік             | Змагання                                   | Місто             | Місце           | Дисципліна            | Примітки        |
| Представник США | Представник США                            | Представник США   | Представник США | Представник США       | Представник США |
| --------------- | ------------------------------------------ | ----------------- | --------------- | --------------------- | --------------- |
| 1984            | Олімпійські ігри                           | Лос-Анджелес, США | 2               | біг на 100 метрів     | 10.19           |
| 1984            | Олімпійські ігри                           | Лос-Анджелес, США | 1               | естафета 4×100 метрів | 37.83           |
| 1985            | Всесвітні легкоатлетичні ігри в приміщенні | Париж, Франція    | 2               | біг на 60 метрів      | 6.63            |